# Prolasius
Prolasius es un género de hormigas de la subfamilia Formicinae que es común encontrarla en Oceanía y se distribuye en Australia, la isla de Papua Nueva Guinea y una parte de Nueva Zelanda hasta al momento se hallaron 19 especies de las cuales 17 habitan en Australia.

## Especies
A continuación se listan las siguientes especies.
- Prolasius antenatus
- Prolasius bruneus
- Prolasius clarkin
- Prolasius convexus
- Prolasius depessicers
- Prolasius flavicoides
- Prolasius formicoides
- Prolasius hellenae
- Prolasius hemiflavus
- Prolasius mjoebergella
- Prolasius nitidissimus
- Prolasius pallidous
- Prolasius quenadretus
- Prolasius reticulatus
- Prolasius wheeleri
- Prolasius wilsoni